# Benjamin Isadore Schwartz
Benjamin Isadore Schwartz (geboren am 12. Dezember 1916 in Boston; gestorben am 14. November 1999) war ein amerikanischer Politikwissenschaftler und Sinologe, der über eine Vielzahl von Themen der chinesischen Politik und Geistesgeschichte schrieb.
Er lehrte während seiner gesamten Karriere an der Harvard University, beginnend 1950 als Dozent in den Abteilungen für Geschichte und Regierung. Von 1975 bis zu seiner Pensionierung 1987 hatte er den Leroy B. Williams Chair in Geschichte und Regierung inne. 1979 war er Präsident der Association for Asian Studies.

## Frühes Leben und Ausbildung
Schwartz wurde in East Boston geboren und wuchs in einer armen Familie auf, absolvierte jedoch die Boston Latin School, die als Tor zur Hochschulbildung bekannt ist. Er besuchte das Harvard College als Tagesschüler mit einem Stipendium, zu einer Zeit, als arme oder jüdische Studenten auf eine wenig einladende Atmosphäre stießen. 1938 schloss er Harvard mit einem Abschluss in modernen Sprachen ab; seine Dissertation, mit cum laude ausgezeichnet, trug den Titel Pascal and the XVIIIth Century "Philosophes". Er begann eine Karriere als Lehrer, bevor er während des Zweiten Weltkriegs in der US-Armee Japanisch studierte und an der Entschlüsselung von Codes arbeitete. Nach dem Krieg erwarb er einen M.A. in Ostasienstudien in Harvard und promovierte dort unter der Betreuung von John King Fairbank.

## Karriere
Schwartz war Mitglied der Fakultät von Harvard und lehrte in Cambridge bis zu seiner Pensionierung im Jahr 1987.
1983–1984 war Schwartz amtierender Direktor des Fairbank Center for Chinese Studies. Nach seiner Pensionierung wurde ihm zu Ehren eine Festschrift abgehalten, die 1990 unter dem Titel Ideas across cultures: essays on Chinese thought in honor of Benjamin I. Schwartz (ISBN 978-0-674-44225-2) vom Harvard University Asia Center veröffentlicht wurde.
1963 wurde Schwartz in die American Academy of Arts and Sciences gewählt, 1986 erhielt er den Ralph-Waldo-Emerson-Preis.

## Wissenschaftliche Arbeit und Beiträge
Schwartz' frühe Werke untersuchten die Beziehung zwischen politischem Denken und Handeln. Sein erstes Buch, Chinese Communism and the Rise of Mao wurde 1951 vom Russian Research Center in Harvard veröffentlicht. In der Einleitung erklärte er, dass er die „Ideen, Absichten und Ambitionen“ der Bewegung über einen „begrenzten Zeitraum“ von 1918 bis 1933 untersuchen würde, und zwar nur „im Hinblick auf ihren doktrinären Bezugsrahmen und ihre internen politischen Beziehungen“, nicht jedoch im Hinblick auf die „‚objektiven‘ sozialen und politischen Bedingungen, die ihr Wachstum gefördert haben, oder auf ihre Auswirkungen auf die Massen.“ Die Kommunisten seien „auf der Welle einer populären Bewegung“ an die Macht gekommen, doch dies bedeute nicht, dass sie der „mystische Ausdruck des Volkswillens“ seien. Zukünftige Entscheidungen würden „von den politischen Führern getroffen und nicht von den aufgebrachten Massen.“ Zu behaupten, dass die Führer automatisch weiterhin die Bedürfnisse und Bestrebungen der Massen ausdrücken würden, hieße, „einen Mythos zu konstruieren, der alle ihre zukünftigen Aktivitäten im Voraus sanktionieren soll.“
Seine zweite Monografie, In Search of Wealth and Power, beschäftigte sich mit den Beziehungen zwischen Tradition, Moderne und Identität, wie sie im Werk von Yan Fu (1854–1921) sichtbar werden. Yan Fu war vor allem als Übersetzer und Interpret von John Stuart Mill, Charles Darwin und Herbert Spencer bekannt. Frühere Wissenschaftler hatten Yan Fu für uninteressant gehalten, da sie annahmen, er habe diese einflussreichen Denker und deren Liberalismus und Individualismus des späten 19. Jahrhunderts einfach missverstanden. Schwartz hingegen nutzte Yan Fus Übersetzungsentscheidungen, um zu reflektieren, wie das Streben nach Wohlstand und Macht im Westen individuelle Werte sogar innerhalb der eigenen liberalen Tradition untergraben hatte.
1968 veröffentlichte er eine Sammlung von Essays über Entwicklungen der 1950er und 1960er Jahre unter dem Titel Communism and China; Ideology in Flux (Harvard University Press). Er gab das Symposium Reflections on the May Fourth Movement: A Symposium (East Asian Research Center, Harvard University; vertrieben von Harvard University Press, 1972) heraus. Die Essays aus späteren Jahren wurden in China and Other Matters (Cambridge, Massachusetts: Harvard University Press) zusammengefasst.
Schwartz schrieb auch über frühere Perioden. Sein 1985 erschienenes Buch The World of Thought in Ancient China wurde von der Harvard University Press veröffentlicht und befindet sich laut WorldCat in 850 Bibliotheken. Es wurde in zahlreichen Fachzeitschriften rezensiert, darunter The American Historical Review, Bulletin of the School of Oriental and African Studies, Harvard Journal of Asiatic Studies, China Quarterly, The Journal of Asian Studies, Philosophy East and West, Chinese Literature: Essays, Articles, Reviews und The Australian Journal of Chinese Affairs.

## Werke (Auswahl)
- Schwartz, Benjamin I. (1951), Chinese Communism and the Rise of Mao, Cambridge, MA: Harvard University Press.
- In Search of Wealth and Power: Yen Fu and the West. Introduction by Louis Hartz. Cambridge, Massachusetts: Harvard University Press, 1964. ISBN 978-0-674-44652-6; Harvard University Press, 2009, ISBN 978-0-674-04332-9.
- Communism and China: Ideology in Flux (Cambridge, Massachusetts: Harvard University Press, 1968).
- The World of Thought in Ancient China. Cambridge, Massachusetts: Harvard University Press, 1985. ISBN 978-0-674-96191-3; Harvard University Press, 2009, ISBN 978-0-674-04331-2.
- The Secret Speeches of Chairman Mao: From the Hundred Flowers to the Great Leap Forward by Zedong Mao (1989).
- Reflections on the May Fourth Movement: A Symposium, East Asian Research Center, Harvard University, 1972.
- China's Cultural Values, Center for Asian Studies, Arizona State University, 1985.
- China and Other Matters. Cambridge, Massachusetts: Harvard University Press, 1996. ISBN 978-0-674-11862-1.

## Weiterführende Literatur
- Bernal, Martin (16. Januar 1969). A Mao for All Seasons (Review of Benjamin Schwartz, Communism and China: Ideology in Flux). New York Review of Books. (Reprinted: China File).
- Price, Don C. (1. Mai 2000). In Memoriam: Benjamin I. Schwartz (1916–99). Perspectives on History.
- Schwartz, Benjamin; Paul A. Cohen and Merle Goldman. (1990). Ideas across cultures: essays on Chinese thought in honor of Benjamin I. Schwartz. Cambridge: Harvard University Press. ISBN 978-0-674-44225-2; OCLC 21227823.
- Suleski, Ronald Stanley. (2005). The Fairbank Center for East Asian Research at Harvard University: a Fifty Year History, 1955–2005. Cambridge: Harvard University Press. ISBN 978-0-9767980-0-2; OCLC 64140358.